# Station Gilów
Station Gilów is een spoorwegstation in de Poolse plaats Gilów.